# Chiesa di Santa Marta (Porlezza)
La chiesa di Santa Marta è un edificio religioso di Porlezza, in provincia di Como e arcidiocesi di Milano; fa parte del decanato di Porlezza.

## Storia
La chiesa risale al XVII secolo ed era la sede della Confraternita di S. Marta.
San Carlo, che visitò questa piccola chiesa nel 1582, la chiamò "Dei Disciplinati", una congregazione religiosa che nel 1721 fece ultimare a proprie spese la facciata della chiesa e decorare gli interni con pitture, affreschi e quadri. In precedenza, tra il 1606 e il 1619, la chiesa era stata allungata, su esortazione di Carlo e Federico Borromeo. Fino alla costruzione dell'attuale cimitero di Porlezza, gli esponenti locali dei Disciplinati vennrero sepolti all'interno della stessa chiesa. 

## Descrizione
Al suo interno, la chiesa conserva opere decorative realizzate da Giovanni Stefano Danedi e da Ercole Procaccino il Genovese tra il 1670 e il 1681. Le decorazioni comprendono dipinti dedicati alle vite dei santi Maria Maddalena, Marta e Lazzaro di Betania.
La santa titolare della chiesa è raffigurata anche in una delle statue che ornano l'altare maggiore (XVIII secolo), dove trova posto anche una statua che raffigura l'Immacolata Concezione .